# Eakin Creek Floodplain Park
Eakin Creek Floodplain Park är en park i Kanada.   Den ligger i provinsen British Columbia, i den centrala delen av landet, 3 300 km väster om huvudstaden Ottawa. Eakin Creek Floodplain Park ligger 853 meter över havet.
Terrängen runt Eakin Creek Floodplain Park är lite bergig. Trakten runt Eakin Creek Floodplain Park är nära nog obefolkad, med mindre än två invånare per kvadratkilometer.. 
I omgivningarna runt Eakin Creek Floodplain Park växer i huvudsak barrskog.